# Куркова, Равшана Бахрамовна
Равша́на Бахра́мовна Курко́ва (узб. Ravshana Bahromovna Kurkova; урождённая Матча́нова; род. 22 августа 1980, Ташкент, Узбекская ССР) — российская актриса театра, кино, телевидения, озвучивания и дубляжа, фотомодель и продюсер.

## Биография
Родилась 22 августа 1980 года в узбекской актёрской семье в Ташкенте.
Отец — Бахрам Эркинович Матчанов — театральный актёр.
Мать — Рано Кубаева — актриса и кинорежиссёр.
Дядя — Рауф Джалилович Кубаев (род. 11 июля 1956) — кинорежиссёр и сценарист.
Училась в одной из самых престижных музыкальных школ в Центральней Азии — музыкальной школе имени Успенского в Ташкенте.
В 12 лет снялась в артхаусной философской драме Рашида Маликова «Тайна папоротников» (узб. «Qirq Quloq Siri»), снятой на киностудии «Узбекфильм» в 1992 году.
В восьмом классе родители перевели её в ташкентский лицей — филиал Лондонского университета, где все предметы преподавались на английском языке.
В конце 1990-х годов переехала в Москву, где поступила на филологический факультет Московского педагогического государственного университета.

## Карьера на телевидении и в кино
После получения диплома о высшем образовании работала на телевидении редактором ток-шоу, помощником режиссёра. Прослушала курс лекций в рамках Высших режиссёрских курсов и изучала актёрское мастерство под руководством преподавателя Щепкинского театрального училища Татьяны Пышновой.
Равшана сыграла более 50 ролей, среди которых фильмы: «Про любовь» Анны Меликян, «Нуреев. Белый ворон» Рэйфа Файнса, «Нереальная любовь», «Детки напрокат» и телесериалы: «А у нас во дворе…», «Барвиха», «Влюблённые женщины».
В двадцатисерийном фильме «А у нас во дворе…» (2017 г.) режиссёра Ольги Музалёвой (Первый канал) Куркова исполнила роль Мавлюды, жительницы Самарканда, которая имеет диплом врача, но при этом вынуждена устроиться на работу дворником в Москве, куда приехала искать своего пропавшего без вести мужа. По мнению журналиста Андрея Архангельского, в русском телесериале «впервые… был создан образ мигранта — не героя скетча, не комического орнамента, а полноценного героя».
С 2024 года вела проект «Суперниндзя. Дети» на телеканале «СТС».

## Театральная карьера
Была занята в спектакле — пластической драме-антрепризе «Rooms» Олега Глушкова, премьера которого состоялась в 2010 году. Исполняла главные роли в театральных постановках Ивана Вырыпаева «Невыносимо долгие объятия» и «Иллюзии» в московском театре «Практика».
В 2016 году состоялась премьера иммерсивного спектакля-триллера Максима Диденко «Чёрный русский» по мотивам романа «Дубровский» А. С. Пушкина, где Равшана сыграла главную женскую роль — Машу Троекурову. Роль Дубровского исполнил бывший муж актрисы Артём Ткаченко.

## В шоу-бизнесе

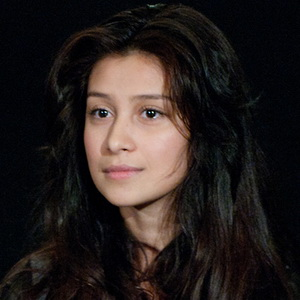
Равшана Куркова на презентации фильма «Мамы» 22 февраля 2012 года

### Участие в клипах и других музыкальных проектах
Снималась в видеоклипах «Нежность» Ярослава Малого (Machete), «Сочиняй мечты» группы «Каста», выступила как певица, снявшись в клипе «Три ведьмы» для промо-видео к спектаклю «Чёрный русский».

### В качестве модели
С 2014 по 2016 год сотрудничала с брендами Intimissimi и Calzedonia. Являясь официальным посланником бренда Calzedonia, ежегодно представляла Россию на показах Calzedonia Summer Show в Вероне. В 2016 году снялась в откровенной фотосессии для апрельского номера журнала GQ.

## Личная жизнь
Первым супругом был фотограф Семён Курков. После развода оставила фамилию мужа. В этом браке Куркова была беременна, но у неё случился выкидыш.
Второй супруг — актёр театра и кино Артём Ткаченко, с которым Куркова состояла в браке с 2004 года по 2008 год.
21 августа 2021 года Куркова опубликовала фото с годовалым сыном Гаспаром, отец которого — бизнесмен Сергей Амарян. В марте 2023 года родила дочь.

## Театральные работы
| Театр               | Спектакль                        | Режиссёр       | Роль            |
| ------------------- | -------------------------------- | -------------- | --------------- |
| Антреприза (Москва) | Пластическая драма «Rooms»       | Олег Глушков   |                 |
| Практика (Москва)   | «Невыносимо долгие объятия»      | Иван Вырыпаев  |                 |
| Практика (Москва)   | «Иллюзии»                        | Иван Вырыпаев  |                 |
| «Дом Спиридонова»   | «Чёрный русский» (Black Russian) | Максим Диденко | Маша Троекурова |

## Фильмография
| Год  |    | Название                               | Роль                                         |
| ---- | -- | -------------------------------------- | -------------------------------------------- |
| 1992 | ф  | Тайна папоротников / Kirk Kulok Siri   | Нигора                                       |
| 2002 | с  | Воровка 2. Счастье напрокат            | Наташа, сокурсница Юли                       |
| 2005 | с  | Частный детектив                       | Светлана Рогова, парикмахерша                |
| 2006 | с  | Острог. Дело Фёдора Сеченова           | Марина Валерьевна Гамаюн                     |
| 2007 | ф  | Три девушки                            | Майя                                         |
| 2007 | ф  | Родные и близкие                       | Вика                                         |
| 2007 | ф  | Мёртвые дочери                         | Рита                                         |
| 2007 | с  | УГРО. Простые парни                    | Зоя Одинцова                                 |
| 2008 | ф  | На краю стою                           | Фирюза                                       |
| 2008 | с  | Одна ночь любви                        | цыганка Лейла                                |
| 2009 | ф  | Искушение святого Тыну                 | Надежда                                      |
| 2009 | ф  | Индийское кино                         | Сана                                         |
| 2009 | с  | Братаны                                | Алиса Беляева, жена экс-вора в законе «Зуба» |
| 2009 | с  | Барвиха                                | Анжела                                       |
| 2009 | с  | Офицеры 2                              | Каби                                         |
| 2009 | ф  | Любовь в большом городе 2              | Елена                                        |
| 2010 | ф  | Варенье из сакуры                      | компьютерщица                                |
| 2010 | ф  | Глухарь в кино                         | Вера, наркоманка                             |
| 2010 | с  | Последняя встреча                      | Карменсита                                   |
| 2011 | с  | Золотые                                | Анжела Конкулова                             |
| 2011 | ф  | Вдребезги                              | Бонни                                        |
| 2011 | ф  | Дед Мороз всегда звонит… трижды!       | Марго                                        |
| 2011 | с  | Остров ненужных людей                  | Нелли                                        |
| 2012 | ф  | Мамы                                   | Кристина (новелла «Отец и сын»)              |
| 2012 | с  | Уральская кружевница                   | Габриэлла Пазетти                            |
| 2012 | ф  | Майский дождь                          | Арина                                        |
| 2013 | ф  | Что творят мужчины!                    | Алиса                                        |
| 2013 | ф  | Метель                                 | Аня                                          |
| 2013 | ф  | Пока ещё жива                          | Маги                                         |
| 2014 | ф  | Нереальная любовь                      | Ольга                                        |
| 2014 | ф  | Федька                                 | Пушпа, няня Кольки                           |
| 2014 | с  | Творцы                                 | Алина                                        |
| 2015 | ф  | Хранитель пути                         | снималась                                    |
| 2015 | с  | А у нас во дворе…                      | Мавлюда Эдгарова, дворничиха (главная роль)  |
| 2015 | с  | Влюблённые женщины                     | Евгения                                      |
| 2015 | ф  | Про любовь                             | Оля, сотрудница полиции                      |
| 2015 | ф  | Без границ                             | Камилла                                      |
| 2016 | ф  | Хардкор                                | продавец в переходе                          |
| 2016 | ф  | Искушение                              | снималась                                    |
| 2017 | ф  | Про любовь. Только для взрослых        | Оля, полицейская                             |
| 2017 | ф  | Детки напрокат                         | Ульяна                                       |
| 2017 | ф  | Беглецы                                | Настя                                        |
| 2018 | с  | Жестокий мир мужчин                    | Кира Арефьева                                |
| 2018 | ф  | Белая ворона                           | Фарида                                       |
| 2018 | с  | Звоните ДиКаприо!                      | Роксана Куркина, актриса                     |
| 2019 | ф  | Эбигейл                                | Стелла                                       |
| 2019 | с  | А у нас во дворе… 2                    | Мавлюда Эдгарова (главная роль)              |
| 2019 | ф  | Хандра                                 | травматолог                                  |
| 2019 | ф  | Балканский рубеж                       | Вера Курбаева, снайпер                       |
| 2019 | ф  | Последний бросок / Lazarat             | Елена                                        |
| 2019 | мф | Иван Царевич и Серый Волк 4            | Аделаида Чар                                 |
| 2020 | с  | За первого встречного                  | Александра Иннокентьевна Самойлова           |
| 2020 | с  | Нежность                               | Лиана                                        |
| 2021 | ф  | Чернобыль                              | Дина, врач-радиолог                          |
| 2021 | с  | Контакт                                | Регина Кравцова                              |
| 2021 | ф  | Краш                                   | Лайма Олеговна, директор школы               |
| 2022 | с  | Чайки                                  | Валерия Булгарина, волейболистка             |
| 2022 | с  | А у нас во дворе… 3                    | Мавлюда Эдгарова (главная роль)              |
| 2022 | с  | Darknet                                | Мейли, продавец оружия                       |
| 2022 | с  | Календарь ма(й)я                       | Вера Грачёва                                 |
| 2023 | с  | Пищеблок (второй сезон)                | Ирина Львовна Мартынова, директор школы      |
| 2023 | ф  | Я делаю шаг                            | Елена Дмитриевна                             |
| 2024 | с  | Предпоследняя инстанция (третий сезон) | Люцифера (Люся)                              |

## Дубляж
| Год  |     | Название                            | Роль                                            |
| ---- | --- | ----------------------------------- | ----------------------------------------------- |
| 2001 | мф  | Унесённые призраками                | Рин (дубляж студии «Мосфильм-Мастер», 2018 год) |
| 2010 | ф   | Генсбур. Любовь хулигана            | Бамбу (Милен Жампаной)                          |
| 2013 | мф  | Самолёты                            | Ишани                                           |
| 2015 | с   | Секретные материалы (десятый сезон) | Моника Рейес (Аннабет Гиш)                      |
| 2020 | док | Мир безмятежности                   | голос за кадром в серии «Коралловый город»      |